# Renata Wawrzyniak-Beszterda
Renata Maria Wawrzyniak-Beszterda – polska pedagog, dr hab. nauk społecznych, adiunkt i kierownik Laboratorium Pedagogiki Szkolnej Wydziału Studiów Edukacyjnych Uniwersytetu im. Adama Mickiewicza w Poznaniu.

## Życiorys
W 1989 r. ukończyła studia pedagogiczne na Uniwersytecie im. Adama Mickiewicza, a w 2000 r. obroniła pracę doktorską pt. Szkoła jako obszar doświadczeń komunikacyjnych uczniów, przygotowaną pod kierunkiem prof. Marii Dudzikowej. W 2020 r. habilitowała się na podstawie pracy zatytułowanej Uczniowie i nauczyciele w szkolnictwie współczesnym. Studium społeczno-pedagogiczne.
Jest członkiem Komitetu Nauk Pedagogicznych PAN. Należy do Rady Dyscypliny Naukowej – Pedagogiki Uniwersytetu im. Adama Mickiewicza w Poznaniu.